# Route nationale 572
Pour les articles homonymes, voir Route nationale 572 (homonymie).
La route nationale 572, ou RN 572, est une route nationale française reliant à l'origine Pont-de-Lunel (à la frontière départementale entre le Gard et l'Hérault près de Lunel, plus précisément entre Gallargues-le-Montueux et Aimargues) à Saint-Cannat.

## Histoire
La route nationale 572 a été créée en 1933 par classement de chemins de grande communication ; elle est définie comme la route « de Montpellier à Aix-en-Provence ». La section de Montpellier à Pont-de-Lunel était empruntée par la route nationale 87 et celle de Saint-Cannat à Aix par la RN 7.
Après 1952, la section d'Arles à Salon-de-Provence a été reprise par la RN 113.
La réforme de 1972 déclasse une partie de la RN 572 entre Salon-de-Provence et Saint-Cannat. Elle devient la RD 572. Toutefois, certaines rues de Salon restaient dans le domaine routier national.
En 2006, la RN 572 est déclassée dans le Gard en RD 6572 et dans les Bouches-du-Rhône entre la limite départementale et l'échangeur 3 de l'A54 en RD 572N.
Il ne subsiste plus que la liaison assurant la continuité de l'autoroute A54, jusqu'à la route nationale 113, au titre des liaisons de Nîmes à Marseille et à Aix-en-Provence, d'après le décret du 5 décembre 2005. Cette section a ouvert en juin 1990, en même temps que l'A54 entre Arles et Nîmes.
La loi no 2022-217 du 21 février 2022, dite « loi 3DS », prévoit le transfert des routes nationales aux collectivités volontaires. La nationale 572 sera transférée en intégralité au département des Bouches-du-Rhône au 1er janvier 2024.

## Itinéraire
Les communes et lieux-dits traversés sont :
- Pont-de-Lunel, commune de Gallargues-le-Montueux ;
- Aimargues ;
- Le Cailar ;
- Vauvert ;
- Saint-Gilles ;
- Arles ;
- Pont-de-Crau, commune d'Arles ;
- Raphèle-lès-Arles, commune d'Arles ;
- Saint-Martin-de-Crau ;
- Salon-de-Provence ;
- Pélissanne ;
- La Barben ;
- Saint-Cannat.

## Voie express
Section non-concédée gérée par le département des Bouches-du-Rhône et gratuite.
- L'A54 devient la Route nationale 572.
- 3 Saint-Gilles  Échangeur entre RD 572N et A54 à 9 km (km 24 A54) : Montpellier par RD, Vauvert, Saint-Gilles (de et vers Salon-de-Provence)
- 4 Arles - Trinquetailles à 11 km (km 28 A54) : Nîmes par RD, Bellegarde, Arles, Salin-de-Giraud, Saintes-Maries-de-la-Mer
- La Route nationale 572 devient la Route nationale 113.